# Chapelle Saint-Pierre de Grimde
La chapelle Saint-Pierre (Sint-Pieterskapel en néerlandais) est une chapelle de style de transition roman-gothique située à Grimde, quartier de la ville belge de Tirlemont (Tienen) en Brabant flamand.
Elle est transformée en nécropole militaire de 1922 à 1928 et est connue depuis également sous le nom de Nécropole de Grimde (Necropolis) ou de Mémorial de Grimde.

## Localisation
La chapelle Saint-Pierre de Grimde se dresse le long de la Pastorijstraat dans le quartier de Grimde, un ancien hameau de Tirlemont situé au sud-ouest du centre-ville, de part et d'autre de la chaussée de Saint-Trond, ou route nationale RN3.

## Historique
La chapelle est construite, au moyen de quartzite d'Overlaar, en style de transition roman-gothique au début du XIIIe siècle av. J.-C.,.
En 1850, la chapelle est en très mauvais état et sa démolition est envisagée.
Au printemps 1915, 145 soldats belges, morts le 18 août 1914 durant les combats de Hautem-Sainte-Marguerite contre les Allemands, sont enterrés dans les ruines de l'église, à même le sol en terre battue.
Leur nombre est ultérieurement réduit à 139.
En 1922, le conseiller municipal, sénateur et industriel Lucien Beauduin décide de transformer l'ancienne chapelle en monument aux morts,.
La chapelle est restaurée et transformée en nécropole militaire de 1922 à 1928 et, rebaptisée Necropolis, devient propriété de la ville en 1928,,.
Après la Seconde Guerre mondiale, le général de division Guffens y est inhumé à sa propre demande, portant le total à 140,.

## Classement
La chapelle fait l'objet d'un classement au titre des monuments historiques depuis le 1er janvier 2002 sous la référence 314 et figure à l'inventaire du patrimoine immobilier de la Région flamande sous la référence 43059.

## Architecture

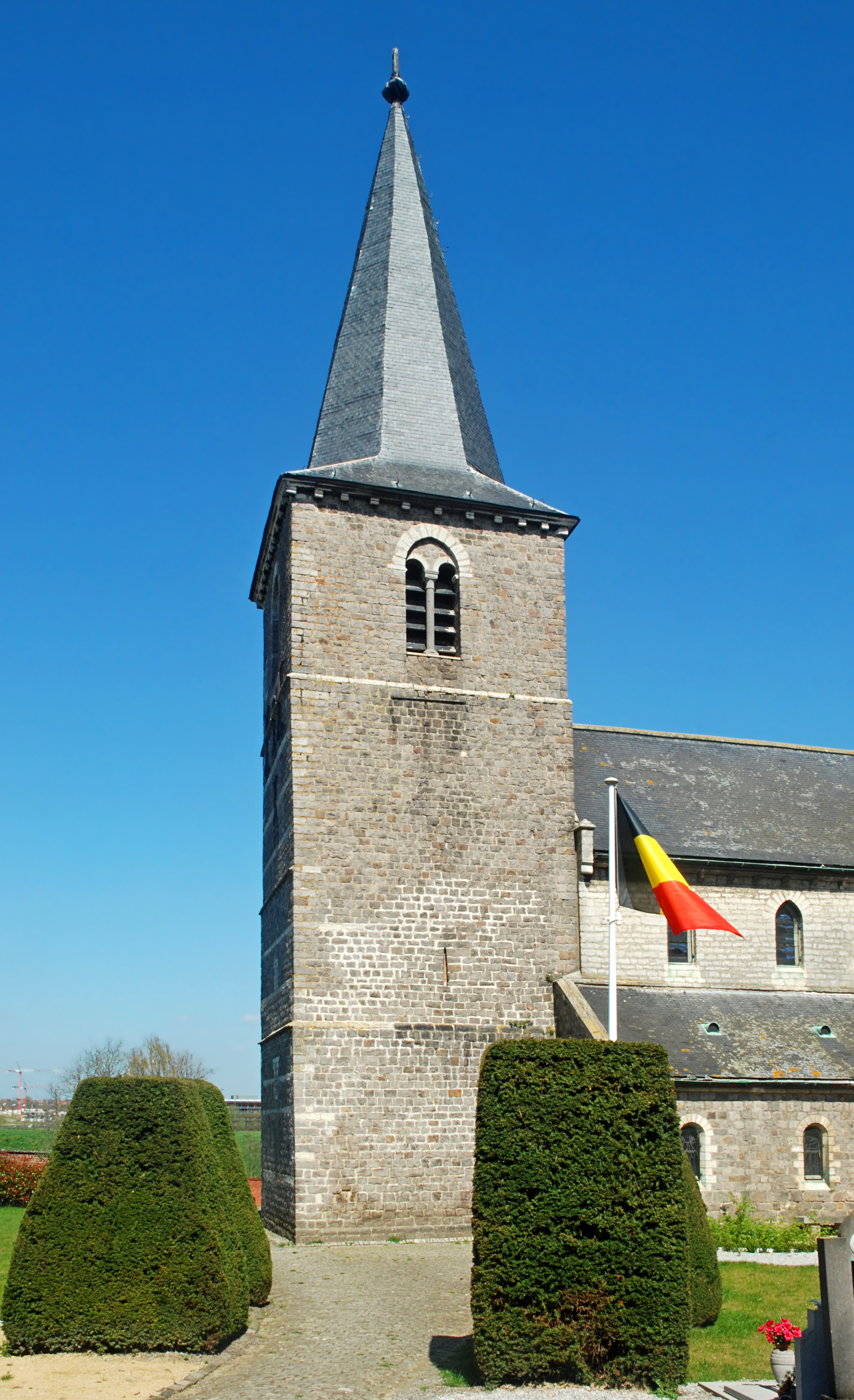
La tour.
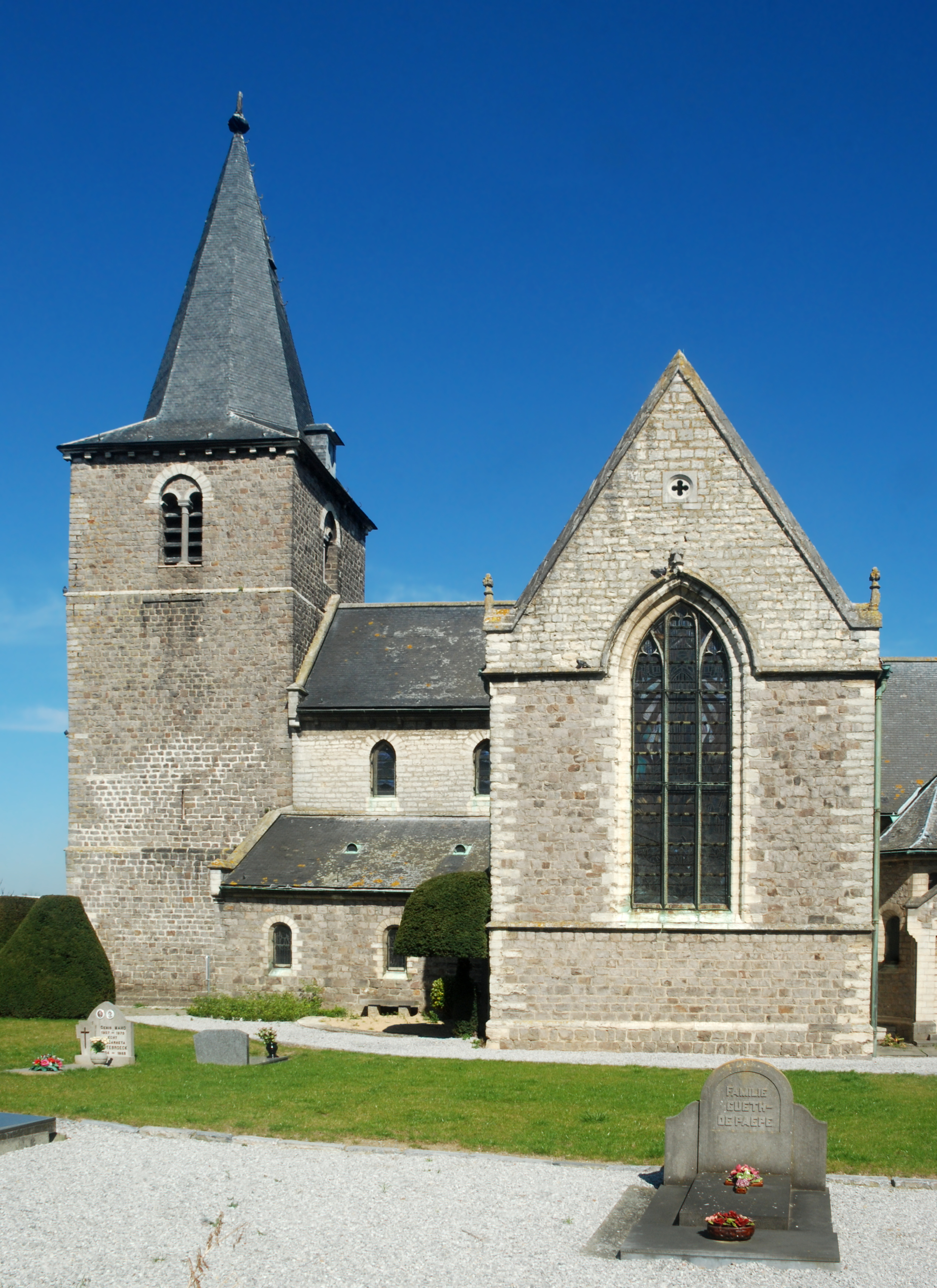
La tour et le transept.
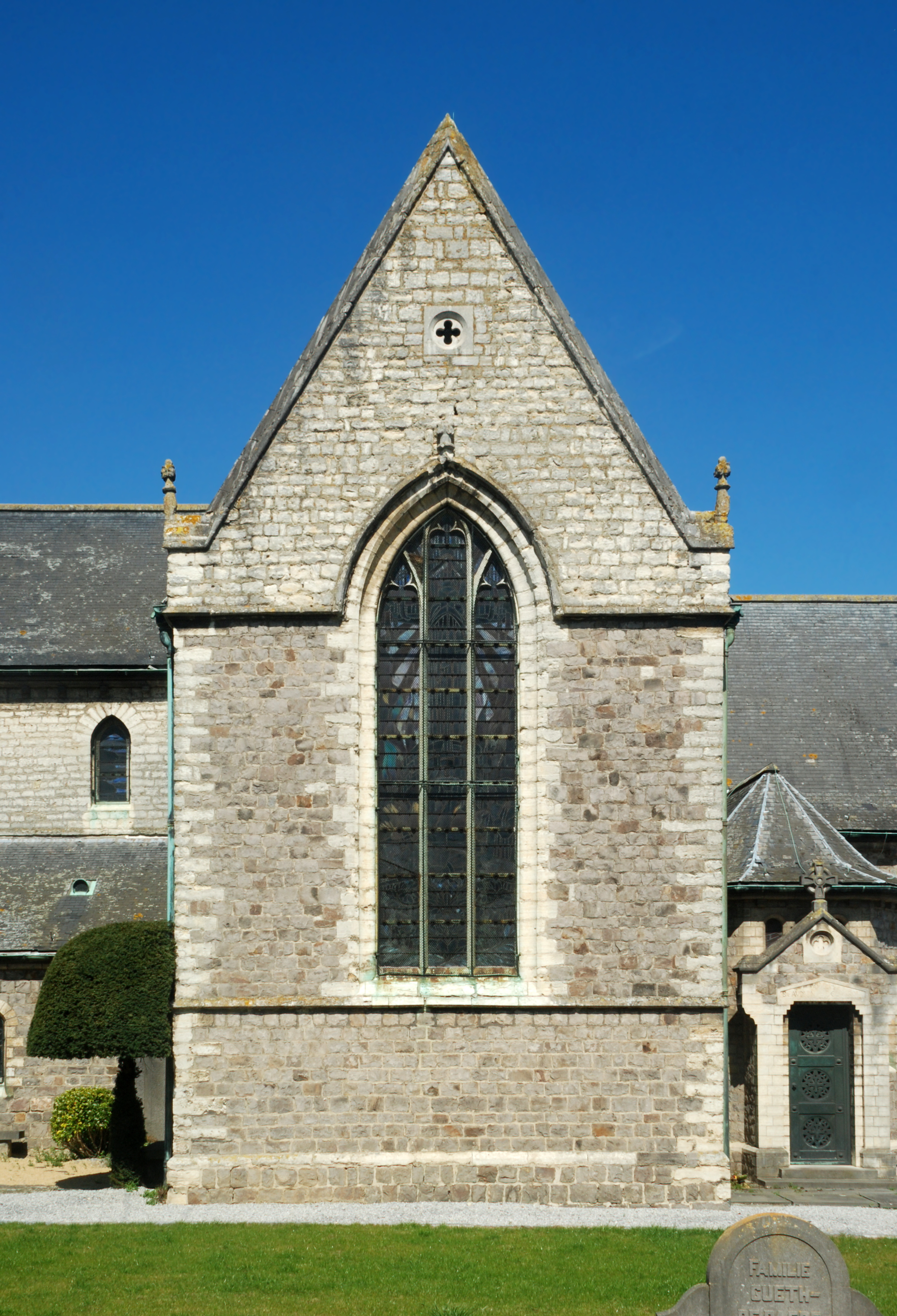
Le bras sud du transept.